# Автопортрет в возрасте тридцати четырёх лет
«Автопортрет в возрасте тридцати четырёх лет» написан Рембрандтом в 1640 году. Это было время, когда прижизненная слава художника достигает зенита. В 1639 году Рембрандт с Саскией переехали в купленный за 13000 гульденов новый дом на Йоденбреестраат, в престижном районе Амстердама, где жили, в основном, богатые купцы. Он получает заказы на картины от самых влиятельных и богатых голландцев, штатгальтера и представителей семейств Трип («Портрет Марии Трип»), де Графф и Витзен. Благодаря, в первую очередь, офортам, его слава вышла за пределы Нидерландов, его картины покупают коллекционеры и королевские особы Европы, например, король Англии Карл I.
Среди десятков автопортретов, написанных Рембрандтом, данный выделяется своей монументальностью. Рембрандт на нём демонстрирует своё социальное положение. Он облачён в богатую одежду с мехами, массивной цепью, драгоценностями. Взгляд меланхоличный, с осознанием своего достоинства. Фон нейтральный, всё внимание зрителя сосредотачивается на фигуре художника.
В правом нижнем углу на парапете хорошо видна подпись Rembrandt f. (Rembrandt fecit) и дата. Ниже нанесена надпись conterfeycel (правильнее conterfeytsel), что в переводе со староголландского означает «портрет».
Важным обстоятельством является то, что одежда на художнике характерна для начала XVI века, Рембрандт не только показывал в автопортрете свой статус современникам, но и бросал вызов великим художникам XVI века: Дюреру, Тициану и Рафаэлю. Известно, что Рембрандт очень высоко ценил Дюрера и собирал коллекцию его гравюр.
В апреле 1639 года Рембрандт присутствовал на аукционе, когда португальский коллекционер Альфонсо Лопез купил картину Рафаэля «Портрет Бальтасара Кастильоне». В Вене хранится рисунок Рембрандта с наброском этой картины, где на полях Рембрандт сделал отметку, что картина куплена за огромную по тем временам сумму в 3500 гульденов (по переписке Рембрандта со штатгальтером того же года можно судить, что свои картины Рембрандт тогда оценивал в 600—1000 гульденов). Лопез, проживавший в Амстердаме с 1637 по 1641 годы, владел и картиной Тициана «Портрет Джероламо (?) Барбариго», которую, по-видимому, Рембрандт хорошо знал.
Первой попыткой создания автопортрета в стиле предшественников является офорт 1639 года, только берет с головы Кастильоне у Рембрандта заломлен под большим углом, и поза зеркально отражает тициановскую (что в творческом соревновании с Тицианом он сделал не в первый раз: Европа у Рембрандта плывёт в противоположную сторону, нежели у Тициана; «Даная» Рембрандта развернута противоположно всем «Данаям» Тициана).
В автопортрете 1640 года повторены позы персонажей картин Дюрера и Тициана: все правой рукой опираются на парапет.
Рентгенограмма картины показывает, что первоначально на парапете были и пальцы левой руки художника, а воротник имел более округлую форму.
- Портреты, выполненные предшественниками
- Автопортрет Дюрера (1498)
- Тициан. Портрет Джероламо (?) Барбариго (1505)
- Рафаэль. Портрет Бальтасара Кастильоне (1514—1515)

## Фильмография
- «Зеркало парадоксов. Автопортреты», фильм Алена Жобера[фр.] из цикла «Палитры» (Франция, 1991).
- «Дикая штучка». Комедийный фильм Джонатана Линна 2010 года.